# 여성에 대한 폭력

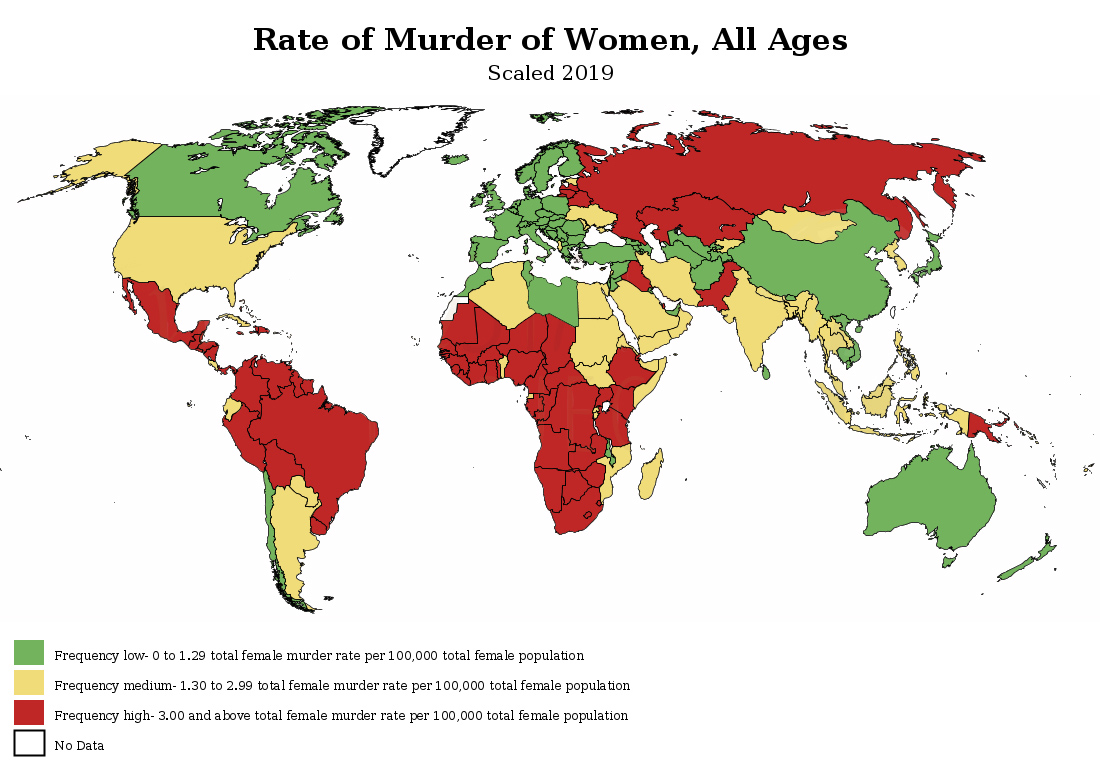
2019년 인구 10만 명당 여성을 상대로 저지른 살인 사건

여성에 대한 폭력(女性에 대한 暴力, 영어: violence against women (VAW), gender-based violence)은 여성을 대상으로 행해지는 폭력을 일컫는다. 여성은 대표적인 '사회적 소수자' 집단에 속하기 때문에 여성폭력은 특정 '사회적 소수자' 집단을 타겟으로 삼는 증오범죄에 해당되기도 한다.
여성폭력은 성폭력(성희롱, 성추행, 강간), 가정폭력, 성매매 등이 대표적 형태이다. 1993년 12월 20일에 열린 제85회 유엔 총회에서 채택된 '여성에 대한 폭력 철폐 선언'은 여성폭력을 '남성과 여성 사이에 존재해 온 불평등한 권력 관계의 표지'이며 '여성에게 예속적 지위를 강요하는 주요한 사회적 기제 가운데 하나'라 규정했다.
폭력의 주체는 개인뿐만 아니라 조직이나 국가도 포함된다. 여성살해, 강간, 성추행, 성희롱, 가정폭력, 데이트 폭력, 임신부 폭행, 성별 선택 낙태, 피임약 강요 등은 '개인'이 주로 저지른다. 인신매매, 성매매 등은 '조직'이 주로 저지른다. 전시강간, 성노예, 강제불임수술, 강제 낙태, 투석형, 태형 등은 '국가'가 주로 저지른다. 명예살인, 지참금 살인, 여성 성기 절제, 강제 결혼 등은 '인습' 때문에 일어난다.

## 역사
여성에 대한 폭력의 역사는 과학적 문헌에서 흐릿하게 남아 있다. 이는 부분적으로 많은 종류의 여성에 대한 폭력 (특히 강간, 성폭행, 가정 폭력)이 이 주제에 대한 사회적인 규범, 금기, 오명으로 인하여 충분히 보고되지 않았기 때문이다. 신뢰할 수 있고 지속적인 데이터의 부족은 여성에 대한 폭력을 명확하게 묘사하는 데에 걸림돌이 되고 있다.
여성에 대한 폭력의 역사가 추적하기 어려움에도 폭력의 많은 부분이 수용되었고, 용서되었으며, 심지어 법적으로 승인된 것은 분명하다. 로마법은 남성에게 아내를 처벌할 수 있는 권리를 주었으며, 교회와 국가는 마녀를 화형하는 것을 허용하였고, 18세기 영국의 코먼로에서는 "엄지 손가락보다 굵지 않은" 채를 사용하여 아내를 벌하는 것을 허용하였다. 아내에 대한 처벌를 허용하는 규범은 19세기 말까지 영국과 미국에서 널리 퍼져 있었다.
여성에 대한 폭력의 역사는 여성을 재산과 종속적인 성 역할로 보는 역사적 시각과 밀접하게 연관되어 있다. 성적 불평등이 존재하고 영속하는 세계적인 체계 또는 상황과 부권제의 설명은 여성에 대한 폭력에 대한 범위와 역사를 설명하기 위해서 인용된다. UN 여성에 대한 폭력 철폐 선언은 "여성에 대한 폭력은 여성에 대한 지배 또는 차별을 야기하고, 여성의 온전한 발전을 방해하는 남성과 여성 사이에서 불평등한 권력의 표현이자, 여성에 대한 폭력은 여성을 남성과 비교하여 열등한 지위로 강제하는 잔혹한 사회적 메커니즘 중 하나이다"라고 선언한다.
UN에 따르면 "폭력으로부터의 여성의 자유가 보장되었던 지역, 나라, 문화는 없다." 폭력의 몇몇 형태는 세계의 특정한 지역에서 더욱 유행한다. 예를 들어 지참금 폭력은 인도, 파키스탄, 팡글라데시, 스리랑카, 네팔과 연관되어 있다. 산 테러는 또한 이들 국가와 연관되어 있고, 또한 캄보디아를 비롯한 동남아시에서도 일어난다. 명예 살인은 중동과 남아시아와 연관되어 있다. 여성 성기 절제는 대부분 아프리카에서 발견되며, 적은 빈도이긴 하지만 중동과 아시아의 일부 지역에서도 발견된다. 납치에 의한 결혼은 에티오피아, 중앙 아시아, 캅카스에서 발견된다. (폭력, 밀매, 강요된 결혼과 같은) 신부값(bride price)의 지불과 관련한 학대는 사하라 사막 이남 아프리카와 오세아니아의 일부 지역과 연관되어 있다.
특정한 지역은 더 이상 폭력의 특정한 형태와 연관은 없으나 이러한 폭력은 아주 최근까지 일반적이었다. 남유럽과 지중해 유럽에서도 명예에 기반한 범죄가 일어났다. 예를 들어 1981년 이탈리아에서는 1981년 이전에는 명예와 관련된 이유로 여성과 그의 성적 파트너를 죽인 경우에 형을 감경하였다.
여성에 대한 폭력의 특정한 형태를 설명하기 위하여 문화에 호소하는 것은 그것을 정당화하는 것처럼 보일 위험이 있다. 문화적인 전통, 지역적인 관습, 사회적인 기대, 종교의 다양한 해석이 가학적인 습관과 상호 작용하는 방법에 대해서는 논란과 논의가 존재한다. 특히 여성에 대한 특정한 폭력 행위에 관한 문화적인 정당화는 전통의 수호를 주장하는 일부 국가와 사회적 그룹에서 주장된다. 전통의 수호가 그로부터 영향을 받는 사람들이 아닌 정치적 지도자나 전통적인 권력에 의해 주장되기 때문에 이러한 정당화는 모호하다.
이러한 폭력의 부정적 효과를 인식한 역사 또한 존재한다. 1870년대에 미국 법원은 남편이 아내를 신체적으로 체벌할 권리를 가진다는 코먼로의 원리를 승인하는 것을 중단하였다. 이 권리를 폐기한 최초의 주는 1871년의 앨리배마이다. 영국에서는 아내에게 체벌을 가할 수 있는 남편의 권리를 1891년에 폐기하였다.
20세기와 21세기에는 특히 1990년대부터는 국가적이고 국제적인 수준에서 모든 종류의 여성에 대한 폭력의 금리를 위한 인식과 지지를 높이기 위한 행동이 증가하였다. 여성에 대한 폭력은 건강 문제 뿐만 아니라 인권의 파괴로도 규정되었다. 2002년의 연구에서 "세계에서 5명의 여성 중 1명이 신체적으로나 성적으로 학대당한 적이 있다"며 "젠더 기반 폭력은 암과 비슷한 정도로 15세에서 44세 여성의 죽음과 좋지 않은 건강의 원인이 되며, 말리리아와 교통 사고를 합친 것보다 좋지 않은 건강의 더 큰 원인이다"라고 추정하였다.

### 주요 사건
국제적으로 여성에 대한 폭력을 방지하는 운동의 중요한 사건으로 다음과 같은 것들이 있었다.
- 1979년 채택된 여성에 대한 모든 형태의 차별철폐에 관한 협약 (CEDAW)의 제 12조와 19조에서는 여성에 대한 범죄를 폭력의 한 부분으로 규정했다.[24]
- 1993년 채택된 세계인권협약에선 여성에 대한 폭력을 인권 유린으로 규정했고 이를 바탕으로 국제연합 권고를 이끌어냈다.[24]
- 1993년 채택된 UN 여성에 대한 폭력 철폐 선언은 여성에 대한 폭력을 정확하게 규정하고 해결하는 첫번째 국제적 기구이다. 이 문서는 여성에 대한 폭력을 이해하는 데 있어 역사적으로 과거에서부터 현재까지 이어지는 성 불평등의 본질을 지칭했다.[24] (여기의 현재 2항을 포함). 같은 해 열린 세계 협약 뿐만이 아니라, 이 선언은 국제 사회에 대한 여성에 대한 폭력을 더욱 진지하게 고려하게 된 전환점으로 인식된다.[23][25]
- 1994년, 세계 인구 개발 회의에선 여성에 대한 폭력을 생식 보건 및 권리와 연결하고 정부에게 여성 및 여아에 대한 폭력 예방 및 대응 방법에 대한 권고를 했다.[24]
- 1996년, 세계보건총회 (WHA) 에선 주요 공공 보건 문제로 선언했으며, 친밀한 파트너의 폭력과 성 폭력을 여성에 대한 폭력으로 인정하였다. 이는 2002년 WHO의 보고에 따른 것이다. (아래 참조)[6] 유엔은 또한 여성에 대한 폭력을 근절하는 행동을 지원하는 신탁 기금을 창설했다.[26]
- 1999년, 유엔은 여성에 대한 모든 형태의 차별 철폐를 위한 국제 의정서를 채택하고 11월 25일을 여성에 대한 폭력 근절을 위한 국제적 기념일로 지정했다.[23]
- 2002년, 세계 보건 기구는 1996년에 주요 공공 보건 이슈로 대두된 폭력 사태의 후속 조치로서, 특히 폭력과 건강에 대한 폭력을 포함한 많은 종류의 폭력과 공공 보건에 관한 보고서를 발표했다. 이 보고서는 1970년대부터 1990년대까지의 여성에 대한 성 범죄에 대응하기 위한 시민 사회 단체의 급격한 증가와 활동을 명확히 보여 주었다.[6]
- 2004년, 세계 보건 기구는 전 세계 10 개국 24,000 명의 여성들을 대상으로 여성의 건강 및 가정 폭력에 관한 연구인 "여성 건강 및 가정 폭력에 관한 다 국가 연구"를 발표했다. 여성에 대한 폭력, 특히 친밀한 동반자에 의한 폭력에 대한 내용을 담고 있으며, 이를 여성에 대한 건강 결과뿐만 아니라 여성이 친밀한 파트너의 폭력에 대처하기 위한 대응 방식과 서비스를 문서화하였다.[25]
- 2006년 유엔 사무 총장의 모든 형태의 폭력 행위에 관한 "심층적인 조사"는 이 문제에 관한 최초의 포괄적인 국제 문서이다.[8]
- 2011년 유럽 의회는 여성과 소녀에 대한 폭력에 대한 법적 구속력이 있는 두 번째 지역적 문서로서 가정 폭력 및 여성에 대한 폭력 방지 및 방지 협약을 채택했다.[24]
- 2013년, 유엔 난민 고등 판무관(CSW)은 합의 하에 여성과 소녀에 대한 모든 형태의 폭력을 제거하고 예방하는 것에 대한 동의를 얻어냈다. 국제연합 여성 위원회는 합의에 따라 여성과 소녀에 대한 모든 형태의 폭력을 제거하고 예방하는 것에 대한 동의를 얻어냈다.[24]
- 또한 2013년에, 국제연합 총회는 여성 인권 옹호자들의 옹호를 촉구하는 결의안을 통과시켰다. 이 결의안은 국가 인권 옹호자들이 여성 인권 옹호자들을 보호하기 위한 것이며, 이는 자신들이 유엔과 협력하고 국제 인권 기구와 의사 소통을 위해 여성 인권 옹호자들을 보호한다.[27][28]

## 관련 서적
- 윤단우. 《꽃이 아니다, 우리는 목소리다》. 로제타. 2017년. ISBN 9788997095452

## 관련 소설
- 양귀자. 《나는 소망한다 내게 금지된 것을》. 살림. 2001년. ISBN 9788952200600
- 스티그 라르손 저. 임호경 역. 《밀레니엄 시리즈》[29]
  - 제1부
    - 《여자를 증오한 남자들1》. 뿔. 2011년. ISBN 9788901116150
    - 《여자를 증오한 남자들2》. 뿔. 2011년. ISBN 9788901116167

  - 제2부
    - 《불을 가지고 노는 소녀1》. 뿔. 2011년. ISBN 9788901117324
    - 《불을 가지고 노는 소녀2》. 뿔. 2011년. ISBN 9788901117331

  - 제3부
    - 《벌집을 발로 찬 소녀1》. 뿔. 2011년. ISBN 9788901119533
    - 《벌집을 발로 찬 소녀2》. 뿔. 2011년. ISBN 9788901119540

## 같이 보기
- 남성에 대한 폭력
- 아동학대
- 성폭력